# 搖擺的想念
《搖擺的想念》，是日本摇滚樂團ZARD的第8張單曲，1993年5月19日發行。是ZARD的代表作之一和銷量第二高的單曲。

## 簡介
ZARD的代表歌曲之一，和《別認輸》是ZARD最著名的兩首歌曲。
被用作寶礦力水特的廣告歌曲。是ZARD首次首週獲得Oricon公信榜冠軍（《別認輸》首週第2位，發行第四週才取得冠軍），並且蟬聯冠軍兩週。是個1993年度日本單曲銷量第9位。總銷量高達139.6萬張，是ZARD銷量第二高的單曲。
同年7月發行的原創專輯也是取和這首單曲相同的名字（《搖擺的想念》）。
ZARD生涯舉辦的共12場演唱會(1999年郵輪演唱會,及2004年11場巡迴演唱會), 皆以此曲作為第一首演唱曲目。
2007年ZARD的主唱坂井泉水意外逝世之後，在當年的《24小時電視 「愛心救地球」》和第58回NHK紅白歌合戰中都設有坂井泉水的追悼環節，《搖擺的想念》作為ZARD的經典歌曲都出現了。其後於2014年時被小田急電鐵小田原線的澀澤站作為下行線的進站音樂。

## 收錄曲
1. 搖擺的想念（揺れる想い）
作詞：坂井泉水
作曲：織田哲郎
編曲：明石昌夫
  - 寶礦力水特的廣告歌
  - 和声邀请大黑摩季担任。
2. Just for you （Just for you）
作詞：坂井泉水
作曲：栗林誠一郎
編曲：明石昌夫、池田大介
3. 搖擺的想念（Original Karaoke）
作詞：坂井泉水
作曲：織田哲郎
編曲：明石昌夫
  - 和声邀请大黑摩季担任。
4. Just for you（Original Karaoke）
作詞：坂井泉水
作曲：栗林誠一郎
編曲：明石昌夫、池田大介

## 参加者
ZARD
- 坂井泉水：Vocal (#1,2)

Additional Musician
- 大黑摩季：Guest Chorus (#1,3)